# Religiöser Markt
Der Begriff des religiösen Marktes bezeichnet den zunehmenden Wettbewerb religiöser Deutungsangebote infolge des Verlusts der Deutungsmonopole traditionell vorherrschender Religionsgemeinschaften. Das Konzept wurde zuerst auf den amerikanischen Protestantismus angewendet. Die Möglichkeit, sich ein individuelles „Glaubensmenü“ aus einem religiösen „Supermarkt“ zusammenstellen zu können, soll nicht zur Relativierung und Schwächung des Glaubens führen, sondern den Vertretern des Marktmodells zufolge zu einem Wachstum der Religiosität führen, was der gängigen Säkularisierungstheorie widerspricht. Diese Entwicklung zeigt sich deutlich anhand der Entstehung und Ausbreitung der sogenannten Megakirchen.

## Geschichte des Konzepts
Das „Marktmodell der Religion“ wurde erstmals von dem Soziologen Peter L. Berger im Jahr 1963 vorgestellt, anschließend mit dessen Kollegen Thomas Luckmann über die Jahre weiterentwickelt und schließlich ein fester Bestandteil der Religionssoziologie. Allerdings lassen sich verschiedene theoretische Annahmen hinsichtlich der Entstehung eines religiösen Marktes und der Definition der Anbieter- und Nachfrageseite vorfinden, wie beispielsweise in dem „New Paradigm“ in der amerikanischen Religionsökonomie, dem Konzept des religiösen Feldes von Pierre Bourdieu oder dem Markt der populären Religion von Hubert Knoblauch.

## Funktionsweise religiöser Märkte aus religionsökonomischer Sicht
Die Funktionsweise religiöser Märkte wird durch die Religionsökonomie beschrieben. Diese geht davon aus, dass sich religiöse Märkte spontan und ungeplant herausbilden. Voraussetzung hierfür ist der Rückzug des Staates aus dem religiösen Feld, sodass ein Minimum an religiöser Freiheit garantiert und somit religiöse Diversität ermöglicht wird. Infolge dieser „Deregulierung“ entsteht ein Wettbewerb zwischen den Religionen, der daraufhin einen Markt hervorbringt. Diese Marktkonstellation führt zu einem breitgefächerten Angebot, welches wiederum eine höhere religiöse Nachfrage bewirkt. Die Religiosität wird somit durch das Zusammenspiel von Angebot und Nachfrage aggregiert.
Religiöse Märkte sind diesem Ansatz zufolge wie wirtschaftliche Märkte charakterisiert und bestehen aus aktuellen und potentiellen Konsumenten, einem Set aus Organisationen, die den Markt bedienen wollen, und dem von den Organisationen bereitgestellten religiösen Produkt.
Diesem theoretischen Ansatz liegen Annahmen der Rational-Choice-Theorie zugrunde. Die Marktteilnehmenden werden als rational handelnde Akteure betrachtet, die nach Nutzenmaximierung streben. Die Gläubigen wägen demnach ihre Entscheidungen je nach erwarteten Kosten und Erträgen ihrer Handlungen ab. Zentral ist die Vorstellung, dass Menschen an transzendenten Produkten interessiert sind, welche nur von religiösen Anbietern bereitgestellt werden können. Oft geht es aber auch um die Erwartung materieller Vorteile, die aus einer bestimmten Religionszugehörigkeit, der Verehrung eines bestimmten Gottheit oder gesteigerter Religiosität an sich resultieren (siehe verschiedene messianische oder Cargo-Kulte, die das Christentum z. T. verdrängt haben).

## Kritik am Marktmodell der Religionsökonomie
Häufige Kritikpunkte an dem religionsökonomischen Marktmodell sind die reduktionistische Sichtweise und die fehlende Beachtung der sozialen Konstitution von Märkten. Aus soziologischer Perspektive sind Märkte jedoch stets sozial, kulturell und politisch eingebettet. Außerdem wird angenommen, dass Akteure in Bezug auf ihre Handlungswahl, Wünsche und Glaubensüberzeugungen stets rational handeln und somit sorgfältig verschiedene Optionen hinsichtlich der Kosten und des Nutzens abwägen, was stark angezweifelt werden kann. Des Weiteren unterstellt die Religionsökonomie eine „automatische“ Marktbildung infolge von staatlicher Deregulierung und bleibt hinsichtlich des religiösen Marktbegriffs definitorisch unbestimmt.

## Religiöse Märkte aus institutionentheoretischer Perspektive
Aus der Perspektive eines institutionentheoretischen Ansatzes ist die Herausbildung eines religiösen Marktes das Ergebnis voraussetzungsvoller Institutionalisierungsprozesse. Im Fall der USA handelt es sich hierbei um die Durchsetzung des Pluralismus als kultureller Leitidee, die gegenseitige Annäherung der protestantischen Denominationen und letztendlich die Verlagerung der Konkurrenz von der Ebene der Denominationen auf die Gemeindeebene. Der religiöse Wandel entsteht in diesem Sinne als Folge verschiedener Formen der Konfliktaustragung, die zu einer Veränderung der „institutionellen Logik“ des Wettbewerbs im religiösen Feld geführt haben. Dies bedeutet, dass sich auf Grund von religiösen Konflikten die organisationalen Prinzipien, Praktiken und Symbole ändern, welche die Wahrnehmung und das Verhalten des Feldes strukturieren. Im US-amerikanischen Feld können drei verschiedene institutionelle Logiken vorgefunden werden: die Logik der Parochie (territorial gegliederte Kirchengemeinde), die des Denominationalismus und die des Marktes. Die Marktentstehung ist somit nur eine mögliche Form der religiösen Konfliktbewältigung und kann nicht, wie in der Religionsökonomie angenommen, automatisch als Ergebnis religiösen Wettbewerbs angesehen werden.

### Historische Entwicklung der Institutionalisierung von Märkten
Bis zum Beginn des 19. Jahrhunderts war das religiöse Feld in den USA durch gewaltsame Konflikte zwischen den protestantischen Kirchen geprägt. Die institutionelle Logik zeichnete sich durch das Parochialprinzip aus: Nach Vorbild des europäischen Staatskirchenmodells wurden territoriale Monopole errichtet. Während der zweiten Erweckungsbewegung 1810–1840 (von William R. Hutchison auch Great Diversification genannt) setzte sich die kulturelle Leitidee des Pluralismus durch, sodass religiöse Konflikte von nun an gewaltfrei ausgetragen wurden und das Territorialprinzip vom Denominationalismus abgelöst wurde, was zu Abspaltungen führte. Ab dem 20. Jahrhundert näherten sich die Denominationen zunehmend an und überwanden auch ethnische Grenzen, sodass es zu Kooperationen und Fusionen kam. Die daraus entstehende ökumenische Bewegung verfolgte das Ziel, eine kirchliche Einheit zu verwirklichen. Ab Ende der 1960er Jahre nahm die Konkurrenz zwischen den Denominationen weiter ab und verlagerte sich zunehmend auf die einzelnen lokalen Gemeinden, sodass die Denominationen als wichtigste Träger des religiösen Wettbewerbs verdrängt wurden. Infolgedessen kann von einer Institutionalisierung der Marktlogik gesprochen werden: Die Gemeinden fungieren als religiöse Anbieter, die sich auf die Bedürfnisse ihres lokalen Publikum spezialisieren, welches bei deren Nichterfüllung zur Abwanderung tendiert. Die Wichtigkeit der persönlichen Glaubensbeziehung findet besonders im Gemeindemodell des Evangelikalismus Ausdruck, das einen Mittelweg zwischen „Gemeindezucht“ und Hilfsangeboten finden muss. Hingegen lässt die traditionelle Bindung bestimmter sozialer und ethnischer Gruppen an die Denominationen, z. B. die der weißen Einwohner der Südstaaten an die Southern Baptist Convention, nach, während die Katholische Kirche, die traditionell irische und italienische Einwanderer an sich band, neue Gruppen erreicht.

### Merkmale religiöser Märkte
Der religiöse Markt lässt sich anhand seiner spezifischen Konstellation von Anbietern und Nachfragern beschreiben. Einerseits besteht eine geregelte Konkurrenz seitens der Anbieter, andererseits gehen die Beteiligten eine Tauschbeziehung miteinander ein: Der oder die Gläubige wählt zwischen dem Angebot von zwei oder mehr Gemeinden aus. Infolge der Institutionalisierung der Marktlogik entsteht ein neuer Gemeindetyp, der sich am deutlichsten in den sogenannten Megakirchen zeigt. Diese lokalen Einzelgemeinden definieren Wachstum als ihren zentralen Organisationszweck, an dem sich alle anderen Ziele unterordnen müssen. Dabei gilt der Maßstab der Effizienz, der ansonsten in modernen Unternehmen vorgefunden wird. Die Durchsetzung der Marktlogik hängt hierbei von der Entstehung übergreifender Marktstandards ab, da diese erst die Vergleichbarkeit von Angeboten ermöglichen und somit die für die Marktkonstellation notwendige Tauschbeziehung konstituieren. Diese Standards wurden sowohl durch die Gemeindewachstumsbewegung als auch durch die Massenmedien verbreitet. Durch die starke Vertretung des Evangelikalismus im Fernsehen, und später auch im Internet, besteht eine breite Öffentlichkeit auf der Nachfrageseite, in der religiöse Angebote verglichen werden können. Auf der Angebotsseite wird die Durchsetzung von Standards vor allem anhand der veränderten Konzeption der Gottesdienste deutlich. Da diese als größte Veranstaltung der Gemeinde deren Identität nach außen maßgeblich verkörpern, spielen sie bei der Positionierung im Wettbewerb eine besondere Rolle. Der traditionelle Ablauf, wie er noch bei den an Denominationen gebundenen Kirchen zu finden war, wird zunehmend flexibilisiert und durch neue Elemente, wie bspw. christliche Popmusik, ersetzt. Es kann davon ausgegangen werden, dass die Modernisierung der Gottesdienste zu Mitgliederwachstum führt.